# Ertsberg (berg)
De Ertsberg (Indonesisch: Gunung Bijih) is een 3600 meter hoge berg op het eiland Nieuw-Guinea, in Papoea, het westelijke aan Indonesië toebehorende deel. De berg werd ontdekt door Jean Jacques Dozy tijdens de tweede Carstensz-expeditie en is bijzonder rijk aan kopererts, met sporen goud.
In 1973 werd door het Amerikaanse mijnbouwbedrijf Freeport begonnen met het delven van het erts. In 1988 was de berg bijna in zijn geheel afgegraven. Hierna begon Freeport met het afgraven van de nabijgelegen Grasberg.